# Matthew White (zapaśnik)
Matthew Aaron White Rich (ur. 25 maja 1970) – portorykański zapaśnik walczący w stylu wolnym, w kategoriach 84–96 kg.
Zajął dziesiąte miejsce na mistrzostwach świata w 2005. Piąty zawodnik igrzysk panamerykańskich w 1999. Trzykrotny medalista mistrzostw panamerykańskich (złoto w 2000). Zdobył dwa srebrne medale na igrzyskach Ameryki Środkowej i Karaibów w 1998 i 2002 roku.